# Justicia vahlii
Justicia vahlii là một loài thực vật có hoa trong họ Ô rô. Loài này được Roth mô tả khoa học đầu tiên năm 1821.